# اچ‌ام‌اس دین (کی۵۵۱)
اچ‌ام‌اس دین (کی۵۵۱) (به انگلیسی: HMS Deane (K551)) یک کشتی بود که طول آن ۳۰۶ فوت (۹۳ متر) بود. این کشتی در سال ۱۹۴۳ ساخته شد.